# 科阿杜特
科阿杜特（法語：Coadout）是法国阿摩尔滨海省的一个市镇，位于该省西部，属于甘冈区。该市镇总面积9.73平方公里，2009年时的人口为530人。

## 人口
科阿杜特人口变化图示